# Doug Carter
Douglas "Doug" Carter es un personaje ficticio de la serie de televisión británica Hollyoaks, interpretado por el actor PJ Brennan del 13 de septiembre de 2010 hasta el 15 de octubre de 2013.

## Biografía
Doug va con los estudiantes Charlotte Lau, Jamil Fadel y Dave Colburn a Francia, poco después Doug besa a Jem Costello y su amiga Leanne Holiday comienza a vender drogas para Brendan Brady. Doug consigue cocaína y se la da cocaína a Charlotte y pero cuando Charlotte la prueba sufre una sobredosis y tiene un daño en su espina dorsal, Doug sintiéndose culpable la lleva al hospital pero ahí el padre de Jem, Carl Costello quien no estaba de acuerdo con que Doug estuviera cerca de su hija le ordena a Doug que regrese a América y él lo hace cuando descubre que Carl había sido responsable de un ataque que Doug había sufrido unos días antes.
Poco después Doug regresa a Hollyoaks para arreglar los problemas que había dejado atrás, pero cuando India Longford la hermana de su amiga Texas Longford es asesinada, Texas comienza a tener problemas para reponerse mientras se acercaba el día del funeral y le pide a Doug que le de drogas, al inicio él se niega pero pronto consigue drogas gracias a Brendan y se las da a Texas, ella las toma y termina acostándose con Doug, sin embargo al día siguiente se arrepiente de lo sucedido. El día del funeral de India, Texas vuelve a consumir drogas y aunque Doug intenta ayudarla a reponerse Texas no puede y falta al funeral de su hermana. Poco después Brendan obliga a Doug para que incriminara a Rae Wilson de vender cocaína. 
Cuando Doug y su amigo Riley Costello van a una fiesta, Riley se emborracha y decide manejar, pero son detenidos por el oficial Ethan Scott y antes de que Ethan se diera cuenta Doug decide cambiarse al lado del conductor así la carrera de Riley no se vería dañana. 
En el 2011 Doug se reencuentra con una joven llamada Jenny quien en realidad resulta ser su exnovia Rebecca "Bex" Massey, ambos deciden estafar a Brendan y Warren Fox y luego irse juntos, sin embargo el plan falla y Rebecca arregla una cita con Silas Blissett sin saber que él era un asesino para intentar drogarlo y robarle, sin embargo él se da cuenta de su plan y después de drogarla y la mata, cuando su cuerpo es encontrado Doug queda destrozado y acusa a Brendan del asesinato. Cuando Doug y Riley se encuentran con Ruby Button ella les miente sobre su identidad, Doug lleva a Ruby a su departamento la pareja comienza a besarse y luego ella se emborracha pero cuando descubre Doug descubre la verdadera edad de Ruby decide llevarla a su casa. Seth Costello confía en Doug y le cuenta sobre la aventura de su padre Carl con Mercedes McQueen la prometida de Riley, sin embargo cuando Warren lo presiona Doug le cuenta sobre la relación y lo amenaza con que no diga nada.
Cuando Silas mata a Rae, Brendan es arrestado y cuando su hermana Cheryl Brady lo apoya Doug la acusa de mentir y darle una coartada falsa cuando Rebecca fue asesinada, pero cuando Lynsey Nolan le dice que creía que Silas era el responsable de los asesinatos y creía que él mataría nuevamente durante Halloween él le cree y la ayuda a averiguar quién podría ser su próxima víctima, sin embargo no logran impedir que Silas mate de nuevo, luego de que accidentalmente matara a su propia hija, Heidi Costello luego de confundirla con Lynsey y Texas ya que las tres llevaban el mismo disfraz.
Doug sale en con Jodie Wilde pero ella rechaza sus avances cuando se da cuenta de que no estaba listo para olvidar a Rebecca y le dice que no está interesado románticamente en él, las cosas no salen mejor cuando y Doug comienza a deprimirse cuando pasa la Navidad sólo luego de que sus amigas Texas y Leanne se fueran para pasar las fiestas con sus familias. Doug se sube a un puente y cuando mira una foto de Rebecca se tira al río, mientras se encuentra inconsciente Doug tiene una visión de la fallecida Steph Dean quien le enseña cómo ha cambiado desde que llegó a la villa, luego le muestra imágenes de Rebeca y le da la opción de decidir si quería morir o seguir con vida, los parámedicos logran revivir a Doug y él decide seguir adelante con su vida.
Poco después él y Ste Hay comienzan un negocio juntos y deciden pedir un préstamo para comprar "Cincerity" y abrir ahí una tienda, pero cuando no obtienen el préstamo Doug secretamente le pide dinero prestado al ex de Ste, Brendan para poder comprar la tienda. Poco a poco Doug y Ste comienzan a pasar más tiempo juntos y cuando Ste lo abraza Doug se confunde.
Después de ayudar a Ste a crear un perfil de citas, Doug comienza a actuar de forma extraña cada vez que estaba cerca de Ste y cuando Leanne le dice que está celoso de él Doug lo niego, luego se pone incómodo cuando Leanne al darse cuenta de sus sentimientos los obliga a actuar como si fuera que están coqueteando entre ellos. Cuando Ste sale con un joven llamado Adam, Doug se pone celoso y termina acostándose con Texas y cuando ambos se despiertan culpan al exceso de alcohol. Unos días después Doug finalmente le dice a sus mejores amigas Texas y Leanne sobre su sexualidad pero Riley accidentalmente escucha la conversación y queda sorprendido lo que causa tensión en su amistad pero luego logran arreglarse con la ayuda de Texas, Leanne y Dennis Savage.
Cuando Doug arruina una de las citas de Ste con Adam, Ste lo confronta Doug le insinúa que lo ama, poco después Adam termina su relación con Ste y Doug finalmente le confiesa a Ste sus sentimientos, la pareja se besa y comienzan una relación, pero Ste termina con él cuando Doug le dice que le había pedido prestado £ 80,000 a Brendan para poder comprar la tienda. Ste comienza a coquetearle a Brendan para lograr que olvidara la deuda y poco después Ste regresa con Doug.
Más tarde la pareja se compromete pero cuando la boda se acerca Doug comienza a sospechar de que Brendan intenta alejar a Ste de él. Cuando Simon Walker un oficial encubierto llega a la villa convence a Doug de que lo ayude a buscar evidencias en contra de Brendan, sin saber que el verdadero plan de Walker era deshacerse de Doug y así matar a Ste para vengarse de Brendan. Unos días después cuando Doug comienza a pensar que Brendan todavía estaba enamorado de Ste contacta a la jefa de Walker, Shawnee y le dice que si los iba a ayudar a encontrar evidencia contra Brendan. Aunque al inicio Doug no logra obtener evidencias, finalmente logra grabar a Brendan admitiendo ser el responsable de la muerte de Danny Houston a quien había matado mientras intentaba proteger a Ste.
Cuando sus padres Connie y Herb Carter llegan a la villa Doug se pone nervioso y al inicio no les dice a sus padres sobre su sexualidad y sobre su compromiso con Ste, luego él y Ste planean hacer una boda falsa con Leanne como la novia pero poco a poco Ste comienza a sentirse incómodo con la situación, sin embargo durante la ceremonia Doug incapaz de continuar con la mentira le revela a sus padres la verdad sobre su sexualidad y que en realidad estaba enamorado de Ste sorprendidos y decepcionados sus padres se van de la villa, pero poco después él y Ste se casan enfrente de sus amigos.
Sin embargo la felicidad es destruida durante la recepción cuando Ste encuentra la grabación y le dice a Doug que su matrimonio había terminado, unos minutos más tarde Maddie Morrison ocasiona un accidente cuando choca su minivan en el lugar donde se celebraba la fiesta lo que ocasiona que varios residentes que se encontraban ahí murieran luego de que intentara evitar atropellar a Leah Barnes, la hija de Ste. Cuando Doug comienza a buscar a Ste descubre que había sido atropellado por Maddie mientras había intentado salvar a Leah, inmediatamente Ste es llevado al hospital donde entra en coma. Cuando Ste se despierta no puede recordar nada de los que había pasado antes del accidente y poco después a Ste le es permitido dejar el hospital, Doug decide contarle a Ste lo sucedido y la pareja decide intentarlo.
Unos días después los padres de Doug regresan para visitarlo y le dicen que su padre sufría de la enfermedad de Parkinson y querían que él se mudara con ellos a los Estados Unidos y a cambio les darían dinero, Doug decide ir pero Ste no está seguro sin embargo luego cambia de parecer y decide acompañarlo; sin embargo los planes cambian cuando Cheryl Brady accidentalmente le dice a Doug creyendo que hablaba con Ste que su hermano Brendan había tenido un accidente y que ella sabía que él todavía lo amaba, por lo que Doug decide irse a América pero le da a Ste un boleto para que viajara a Dublín para ver a Brendan.
Cuando Doug regresa a la villa intenta mostrarle a todos que es feliz y va a trabajar a la tienda, sin embargo cuando se reencuentra con Ste se siente incómodo, cuando Ste le dice a Doug que quería vender su parte de la tienda para así poder comprar el club "Chez Chez" descubre que Ste había estado usando la tienda para vender drogas para Brendan y cuando Doug lo confronta Ste decide renunciar.
Poco después mientras John Paul McQueen y Doug intentan hacerle una broma al director Patrick Blake pegándole post-it por todo el coche la pareja termina besándose, más tarde después de ir a tomar terminan acostándose y al día siguiente ninguno lamenta lo que pasó, sin embargo cuando descubren que los estudiantes Callum Kane y Robbie Roscoe habían tomado fotos del beso deciden no continuar con la relación.
Más tarde cuando Pauline Hay, la madre de Ste le pide a su hijo que la ayude a morir el lo hace y Doug lo apoya cuando él es arrestado, durante el juicio cuando Ste decide despedir a su abogado Doug le pide ayuda al abogado Jim McGinn y decide usar parte de su dinero de la tienda para pagarle, sin embargo Ste no quiere que Doug gaste su dinero en él. Cuando Leah Barnes la hija de Ste huye de su casa al enterarse de la participación de su padre en la muerte de su abuela Doug la encuentra y le dice que su padre nunca le haría daño y que siempre la iba a amar. 
Cuando Sandy Roscoe ve a Doug triste fuera de la sala del tribunal lo convence de decirle a Ste que todavía lo amaba, Doug le dice a Ste que recuerde que tiene hijos por los que luchar y que había mucha gente que se preocupaba por él sin embargo no se atreve a decirle que lo amaba. Después del juicio Ste finalmente se da cuenta de cuanto ama a Doug y le pide una segunda oportunidad y él se la da, no sin antes prometerle que nunca más se metiera en problemas, Ste acepta ya que antes le había dicho a Trevor que no sería su distribuidor de drogas, pero no se había dado cuenta de que Trevor le había escondido drogas, cuando Doug las descubre queda destrozado y cree que Ste todavía las está vendiendo y cuando lo confronta él lo niega, poco después se da cuenta de que Ste le había dicho la verdad cuando ve a Ste peleando con Trevor por lo sucedido, molesto Se toma las drogas y las tira por el balcón del club y poco después Dou y Ste continúa con su relación.
Más tarde mientras se encuentran cenando en el "The Dog" con Danny Lomax y su esposa Sam, Doug se da cuenta de que Danny era el padre biológico de Ste cuando él comienza a hablar de sus hijos y decide confrontarlo pidiéndole que le diga la verdad a Ste, pero Danny no está de acuerdo, y Doug le dice a Ste que deberían de irse de la villa para comenzar una nueva vida y él acepta.
El 15 de octubre de 2013 Leanne decide organizar una fiesta de despedida para Doug y Ste, sin saberlo Sinead O'Connor lleva una bolsa en donde se encontraba una bomba luego de que se la robara a Trevor Royle pensando que la bolsa estaba llena de dinero (la bomba había sido creada por Clare Devine para matar a las McQueen y a Mercedes y había contratado a Trevor para ponerla).
Unos minutos más tarde cuando Sinead le dice a Doug que tenía una sorpresa ella va a buscar la bolsa pero cuando la abre se da cuenta de que es una bomba y le grita a Ste para que huyan pero es demasiado tarde y la bomba explota y deja a varios de los invitados heridos. Cuando Doug recupera la consciencia ayuda a Sinead a salir del edificio cuando ella se da cuenta de que Doug está sangrando se lo dice pero él no le hace caso y decide entrar nuevamente al edificio para salvar a Ste, después de buscar por un rato Doug logra encontrar a Ste e intenta rescatarlo pero el piso de arriba colapsa y termina atrapándolos, mientras esperan ayuda ambos se revelan sus sentimientos: Ste le dice a Doug que nunca le gustó su acento y que siempre lo iba a elegir y Doug le dice que nunca le gustó la forma en que Ste hacía el café, Ste le dice que siempre quiso ir a Roma y cuando le pregunta a Doug si podían ir primero ahí él acepta, cuando los paramédicos llegan Ste le dice a Doug que está bien y que ahora podrán irse pero cuando Doug no le responde se acerca a él y se da cuenta de que los paramédicos no habían podido resucitarlo y que Doug había muerto por sus heridas, destrozado Ste lo sostiene entre sus brazos y comienza a llorar.